# Силін Анатолій Юрійович
Анато́лій Ю́рійович Си́лін (27 жовтня 1880, Старокостянтинів — 21 листопада 1960) — полковник Армії УНР. Старший брат підполковника Армії УНР Володимира Силіна.

## Життєпис
Походив із родини військового. Закінчив Орловський кадетський корпус, 1902 року — Костянтинівське артилерійське училище, вийшов звідти підпоручиком до 6-ї кінно-артилерійської батареї 3-го кінно-артилерійського дивізіону. 1910 року закінчив за другим розрядом два курси Миколаївської академії Генерального штабу, повернувся до батареї. Від 6 вересня 1911 року — старший ад'ютант штабу 3-ї кавалерійської дивізії.
Учасник Першої світової війни. 20 березня 1915 року повернувся до 6-ї кінно-артилерійської батареї. 30 жовтня 1915 року за власним бажанням перевівся до 3-го уланського Смоленського полку. Від 12 листопада 1915 року — командир 5-го ескадрону цього полку. Від 4 січня 1916 року — ротмістр.
1917 року виконував обов'язки начальника штабу 3-ї кавалерійської дивізії. Від січня 1919 року — начальник розвідного відділу Корпусу Січових Стрільців Дієвої армії УНР.
У лютому 1919 року призначено начальником оперативного відділу штабу Східного фронту Дієвої армії УНР. У березні — травні 1919 року був начальник штабу VIII коша Дієвої армії УНР. Від 16 травня 1919 року був командиром 8-ї Запорізької дивізії Дієвої армії УНР, а від 11 червня 1919 року — начальником штабу цієї дивізії.
Від листопада 1919 року служив у Збройних Силах Півдня Росії, з частинами яких навесні 1920 року прибув до Польщі, де знову вступив до української армії. Від червня 1920 року — начальник штабу 8-ї стрілецької бригади 3-ї Залізної стрілецької дивізії Армії УНР, а від 23 листопада 1920 року — помічник командира 3-го кінного полку цієї дивізії. Від 30 червня 1921 року — начальник штабу Окремої кінної дивізії Армії УНР.
Член ревізійної комісії Українського військово-історичного товариства у Польщі.
Від 1944 року жив на еміграції у Західній Німеччині, був головою товариського суду Союзу українських вояків.